# 大江川 (岐阜市)
大江川（おおえがわ）は、木曽川水系の一級河川。岐阜県岐阜市・羽島市を流れる。長良川・揖斐川を経て伊勢湾に至る木曽川の3次支川。

## 概要

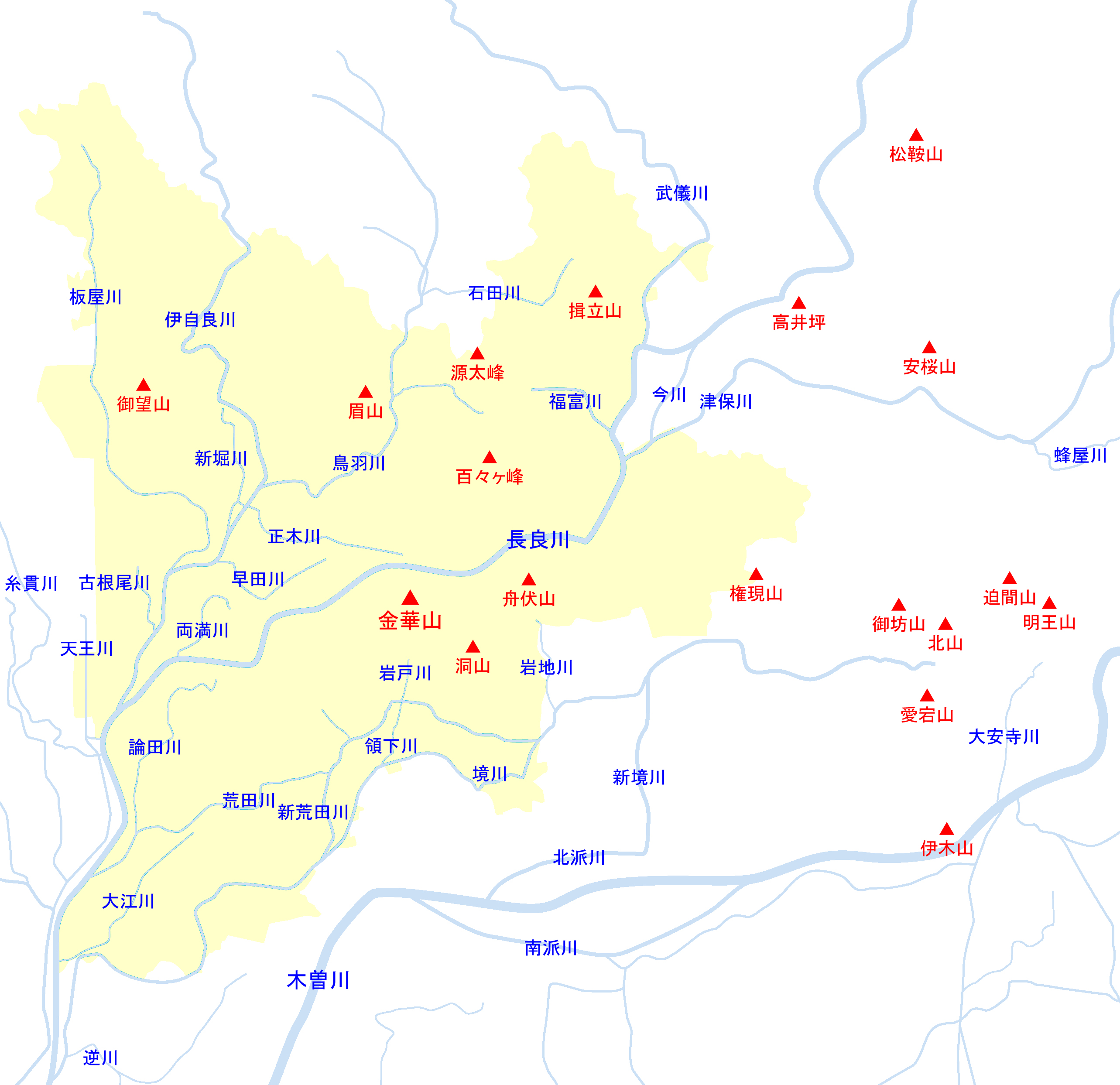
岐阜市周辺主要河川の位置関係図

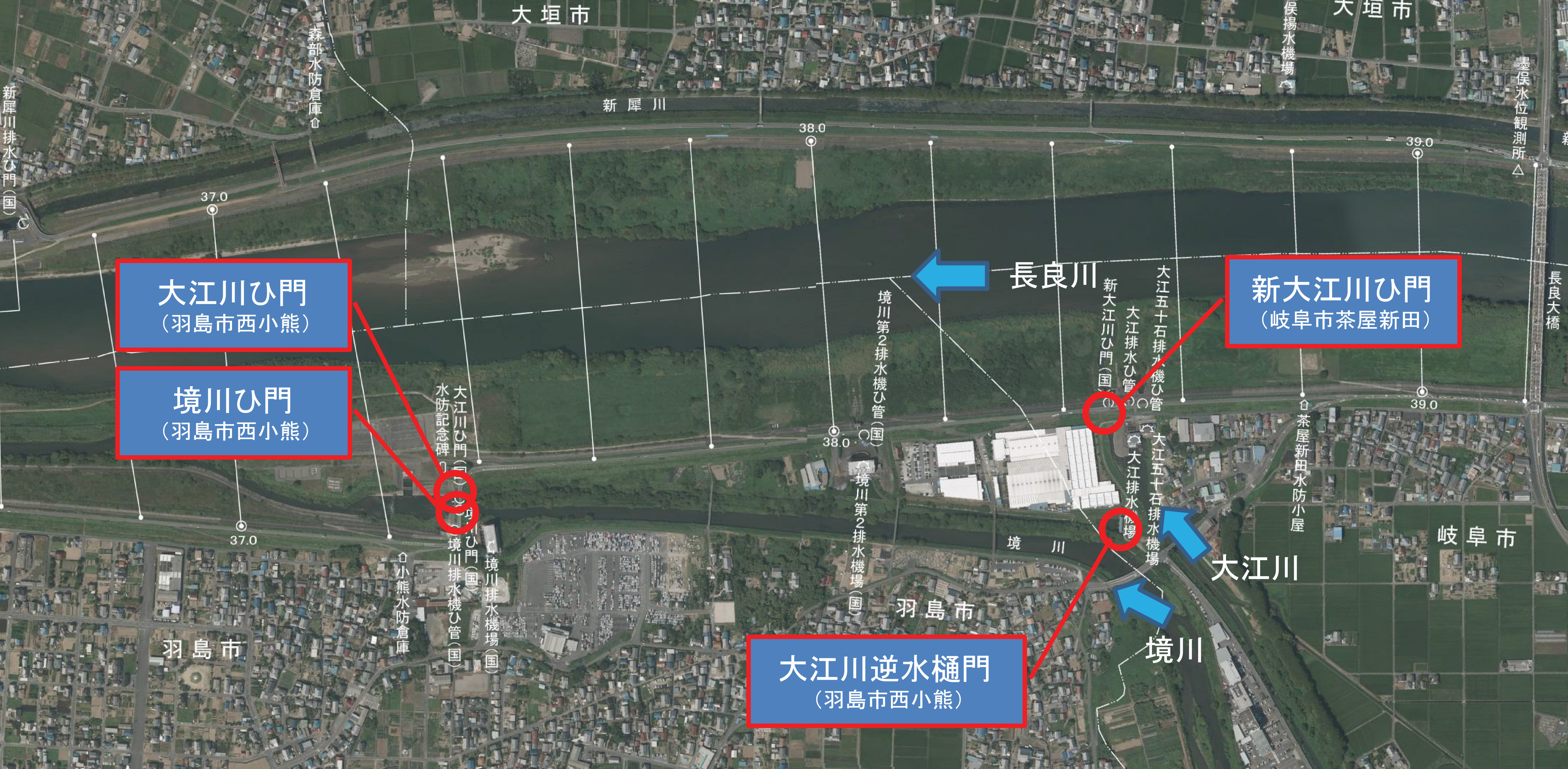
大江川河口付近の航空写真（木曽川上流河川事務所）

岐阜県岐阜市南部の岐阜市中鶉付近が源である。荒田川と境川の間の水を集めている。
荒田川にかかる荒田橋付近から発している。岐阜県道31号岐阜垂井線に沿って南西に向かう。県道31号から南に離れ、合併前の柳津町と岐阜市の境をなしていた。岐阜流通センターの西側を通過し、岐阜運輸支局付近からは境川に沿い西に流れ、岐阜市茶屋新田で新大江川樋門を経て長良川と合流する。
なお一部は羽島市に入り、大江川逆水樋門を通過後、境川と背割堤防で隔てられて並行して南流し、境川樋門、大江川樋門地点で両河川が合流する。

## 施設
かつては岐阜運輸支局北側あたりに二本戸樋門が存在していた。

### 関連施設
- 大江川樋門
- 新大江川樋門
- 大江川逆水樋門
- 大江排水機場[5]
- 大江五十石排水機場[5]
- 大江排水樋管
- 大江五十石排水機樋管
- 境川樋門

## 水害
1976年（昭和51年）9月の水害では、川の水があふれ、大きな浸水被害があった。